# ボブ・ムラウスキー
ボブ・ムラウスキー（Bob Murawski, 1964年6月14日 - ）は、アメリカ合衆国、編集技師である。

## 人物
他に、「ボックス・オフィス・スペクタキュラーズ」または「グラインドハウス・リリーシング」レーベル下でカルトホラー映画やインディペンデント映画の配給をしていた。2010年に映画『ハート・ロッカー』でアカデミー賞、英国アカデミー賞、アメリカ映画編集者協会賞の編集賞をクリス・イニスと共同で受賞した。『スパイダーマン』3部作など、サム・ライミの監督作品を多く手掛けている。アメリカ映画編集者協会の会員である。

## 生い立ちとキャリア
ミシガン州デトロイトで生まれ、州の北東部で育った。バッドアックスの高校では総代であり、大学はミシガン州立大学を卒業した。卒業直後はデトロイトの映画配給会社であるマンソン・リリーシングで研修した。
その後ハリウッドへ移り、低予算映画の編集助手として働いた。その中のひとつにはサム・ライミ『ダークマン』もあった。

## 映画編集
『キャプテン・スーパーマーケット』、『ギフト』、『スペル』、『スパイダーマン』シリーズなどのサム・ライミ作品を多く手掛けている。また、『ハート・ロッカー』でのクリス・イニスとの共同編集によりアカデミー編集賞を受賞した。

## 映画配給
ムラウスキーはクラシック・カルト及びユーロ・ホラー映画を復元、保存、配給する会社であるグラインドハウス・リリーシングを経営している。同社でのパートナーは俳優のセイジ・スタローン（2012年、36歳で死去）である。他に、ボックス・フィス・スペクタキュラーズも所有している。両会社は現在、『死霊のはらわた』シリーズの再公開に取り組んでいる。

## 私生活
同じく編集技師であるクリス・イニスと結婚している。二人は、ユニバーサル/CBSのテレビシリーズ『アメリカン・ゴシック』に取り組んでいたときに出会い、2008年に結婚した。グラインドハウス・リリーシングとボックス・オフィス・スペクタキュラーズで共同で働くほか、『ハート・ロッカー』、『ギフト』、『スパイダーマン』、『スパイダーマン3』を一緒に編集した。

## 主なフィルモグラフィ

### 編集
- ダークマン Darkman (1990) 編集助手、「Director of Stock Footage」としてクレジット
- ハード・ターゲット Hard Target (1993)
- キャプテン・スーパーマーケット Army of Darkness (1993)
- Night of the Scarecrow (1995)
- アメリカン・ゴシック (1995–1996) テレビシリーズ
- フロム・ダスク・ティル・ドーン2 From Dusk Till Dawn 2: Texas Blood Money (1999)
- ギフト The Gift (2000)
- スパイダーマン Spider-Man (2002)
- スパイダーマン2 Spider-Man 2 (2004)
- スパイダーマン3 Spider-Man 3 (2007)
- ハート・ロッカー The Hurt Locker (2009)
- スペル Drag Me to Hell (2009)
- ヒラリー・スワンク　ストーカー The Resident (2010)
- オズ はじまりの戦い Oz: the Great and Powerful (2013)
- 死霊のはらわた リターンズ Ash vs Evil Dead (2015-) テレビシリーズ
- ベン・ハー Ben-Hur (2016)
- キングコング:髑髏島の巨神 Kong: Skull Island (2017)

### 第二班監督
- Uncle Sam (1997)

### 映画配給
- Cannibal Ferox - (グラインドハウス・リリーシング) - 発売 LD: 1997年; VHS: 1999年; DVD: 2000年7月
- Cat in the Brain - (ボックス・オフィス・スペクタキュラーズ) - 発売 LD: 1998年, DVD: 2009年
- ビヨンド The Beyond - (グラインドハウス・リリーシング) - 発売 DVD: 2000年10月, 再発売 2008年
- I Drink Your Blood - (ボックス・オフィス・スペクタキュラーズ) - 発売 DVD: 2002年; 再発売 2006年
- 食人族 Cannibal Holocaust - (グラインドハウス・リリーシング) - 発売 DVD: 2005年, 再発売 2008年
- Pieces - (ボックス・オフィス・スペクタキュラーズ) - 再発売 DVD: 2008年10月
- Gone with the Pope - (ボックス・オフィス・スペクタキュラーズ / グラインドハウス・リリーシング) - 2010年（劇場公開）
- An American Hippie in Israel - (ボックス・オフィス・スペクタキュラーズ / グラインドハウス・リリーシング)
(DVD発売, 未定)